# Steve Treseler
Steve Treseler (* 17. Juli 1981) ist ein US-amerikanischer Musiker (Alt-, Tenor- und Sopransaxophon, Klarinette, auch Komposition) des Modern Jazz.

## Leben und Wirken
Treseler wuchs in Edmonds (Washington) auf und begann im Alter von zehn Jahren in der Schulband Klarinette zu spielen. In der Mittelstufe begann er Tenorsaxophon zu spielen. Er begann, eigene Musik zu komponieren, und trat einer Band bei, die auf Festivals an der ganzen Westküste New Orleans Jazz spielte. Er studierte zunächst bei Jerry Bergonzi, Bob Brookmeyer, George Garzone und Steve Lacy am New England Conservatory, wo er einen Bachelor-Abschluss als Jazzsaxophonist erwarb. Dann war er Masterstudent für Jazz und improvisierte Musik an der University of Washington (Abschluss 2015). Erste Aufnahmen entstanden 2005 in Seattle mit dem Jim Cutler Jazz Orchestra (In Progess). Unter eigenem Namen legte er 2008 das Album Resonance (Worlds Unseen) vor, gefolgt von Center Song mit der Trompeterin Ingrid Jensen.
Mit Jensen legte Terseler 2018 das von der Kritik gelobte Album Invisible Sounds: For Kenny Wheeler vor. Weiterhin gehört er zu Wayne Horvitzs Washington Composers Orchestra und zum Tom Varner Nonet. Im Bereich des Jazz war er laut Tom Lord zwischen 2005 und 2017 an elf Aufnahmesessions beteiligt, u. a. mit Crytzer's Blue Rhythm Band, der Jessika Smith Big Band und zuletzt mit Phil Parisot (Creekside). Er ist der Autor von The Living Jazz Tradition, einem Lehrbuch für Improvisation und Harmonie, das 2014 bei CMA erschien und landesweit in College-Improvisationskursen verwendet wird. Tresler ist Dozent an der Seattle Pacific University.

## Diskographische Hinweise
- Resonance (2008), mit Dawn Clement, Chris Spencer, Jon Hamar, Dean Schmidt,  Steve Korn
- Steve Treseler Group Featuring Ingrid Jensen: Center Song (2013), mit Ingrid Jensen, Dawn Clement, Dan Kramlich, Chris Spencer, Meg Risso, Jon Hamar, Dean Schmidt, Steve Korn